# 福田村事件 (映画)
『福田村事件』（ふくだむらじけん）は、2023年公開の日本映画。監督は森達也。関東大震災の混乱の中で発生した福田村事件を元にした劇映画。PG-12指定作品。

## あらすじ
提岩里教会事件での日本軍の虐殺を目の当たりにした主人公澤田智一は妻の静子を連れ、日本統治下の京城を離れ故郷の千葉県福田村に帰っていた。同じ頃、沼部新助率いる薬売りの行商団は香川から関東地方に向けて出発していた。
9月1日、空前絶後の地震により家屋は倒壊し火災が発生、多くの人命が失われた。震災による混乱と朝鮮独立運動が起きてからマスコミが政府指導のもと「社会主義者か鮮人か、はたまた不逞の輩の仕業か」とこぞって世論を扇動していたことも相俟って「朝鮮人が略奪や放火をした」「朝鮮人が集団で襲ってくる」などの流言飛語が飛び交った。不安にかられる人々は自警団を結成し朝鮮人とみなした人を殺害するようになる。そんな最中行商団一行は些細なトラブルにより福田村自警団に取り囲まれてしまう。

## キャスト
- 澤田智一：井浦新[1]
- 澤田静子：田中麗奈[1]
- 沼部新助：永山瑛太[1]
- 田中倉蔵：東出昌大[1]
- 島村咲江：コムアイ[1]
- 井草茂次：松浦祐也[1]
- 井草マス：向里祐香[1]
- 藤岡敬一：杉田雷麟[1]
- 平澤計七：カトウシンスケ[1]
- 恩田楓：木竜麻生[1]
- 砂田伸次朗：ピエール瀧[1]
- 長谷川秀吉：水道橋博士[1]
- 田向龍一：豊原功補[1]
- 井草貞次：柄本明[1]
- 下条トミ：MIOKO[2]
- トミの夫：岡崎叶大[3]
- 矢島ツネ：辻しのぶ[2][4]
- 矢島正吾：内田竜成[5][6]
- 長谷川稲子：樋尾麻衣子[2]
- 島村幸定：大久保鷹[7]
- 島村フネ：岩崎聡子[2]
- 在郷軍人会 石原：川本三吉[8]
- 在郷軍人会 岩田：水上竜士[9]
- 在郷軍人会 大橋：佐藤五郎[2]
- 田中村在郷軍人会 栗原：趙博[10]
- 田中村在郷軍人会 鈴木：たなか和宏
- 田中村在郷軍人会 鵜飼：谷垣宏尚[11]
- 村役場の兵事係 川本：土井郁己[6]
- 巡査：竹口範顕
- 巡査部長 三浦：遊屋慎太郎[12]
- 谷前信義：生駒星汰[13]
- 沼部ユキノ：ミズモトカナコ[2][14]
- 沼部晴康：萩原真示[11]
- 沼部き多江：尾上千紗[11]
- 坂下彌市：コガケースケ[2][15]
- 坂下イシ：さいとうなり[16]
- 坂下照松：馬瀬真羽[17]
- 西村厚：髙橋雄祐[2]
- 西村ソデ：伊藤歌歩[2]
- 西村則カズ：松原創士朗
- 高畑朝明：浦山佳樹[2]
- 高畑サダ：金井美樹[18]
- 池端喜之助：森将栄[6]
- 川島ミヨ：葉山さら[19]
- 平澤ヨシ：佐藤里穂[20]
- 香原大輔：朝井大智[21]
- 朝鮮飴売りの少女：碧木愛莉[22]
- 亀戸署の刑事 蜂須賀：市川洋[23]
- 亀戸署の刑事 宮田：猪野又健[24]
- 兵隊：間根山雄太
- ハッピ姿の男：林家たこ蔵
- 橋の下の失明者：鈴木鹿太郎、関野結花梨[25]
- 木賃宿の女：中越恵美
- 巡礼の女：大和愛、横山みさ子
- 村役場の助役：西本寛
- 村人：谷口勝彦
- トミの赤ん坊：田部瑛心
- 田向スエ：神野舞姫[26]
- 井草高男：奥村るいと
- 平澤和嘉子：奥村月
- 幸弥：瀬戸希海
- 避難民：光法[17]、佐波太郎、山内美果、三木美毅[27]
- 野田萬労働者：ユンケル、大石晶雄
- 新聞記者：門谷正理、鶴圭太、田中朋秀
- 大島町民：真咲郁[28]、西山祥広、岐部あゆか[29]
- 自警団：HIRO、上永峻亥治[11]、岸原柊[30]、天王寺一[11]
- 子供：溝端啓真、伊藤匠杜、伊藤士結、樋口優雅、ささね、開田覇空
- 女衆：小林雅子、曾田彩乃[31]、千桜、佐々木讃[32]、末輝真梨[17]、土生サナヤ[11]

## スタッフ
- 監督：森達也
- 脚本：佐伯俊道、井上淳一、荒井晴彦
- 企画：荒井晴彦
- 企画協力：辻野弥生、中川五郎、若林正浩
- 統括プロデューサー：小林三四郎
- プロデューサー：井上淳一、片嶋一貴
- アソシエイトプロデューサー：内山太郎、比嘉世津子
- 音楽：鈴木慶一
- 撮影：桑原正
- 照明：豊見山明長
- 録音：臼井勝
- 美術：須坂文昭
- 装飾：中込秀志
- 衣裳：真柴紀子
- ヘアメイク：清水美穂
- 編集：洲﨑千恵子
- 助監督：江良圭
- スチール：佐藤芳夫
- メイキング：綿井健陽
- 美術監修：磯見俊裕
- キャスティング：新井康太、東山光宏
- クラウドファンディング・寄付：越智あい
- 宣伝：山口慎平
- 大阪宣伝：松井寛子
- 宣伝デザイン：100KG
- 特別協力：真宗教団連合、集英社
- 協力：東映京都撮影所、松竹撮影所、モノポライズ
- 配給：太秦
- 製作プロダクション：ドッグシュガー
- 製作：「福田村事件」プロジェクト（テンカラット、カタログハウス、辻野弥生、ピカンテサーカス、MBS、ドッグシュガー、太秦）

## 製作
製作資金はクラウドファンディングで集められ、2257人から3500万円以上を集めた。そのリターンとして380人ほどの支援者の名前がクレジットタイトルに掲載されている。

## 評価
第28回釜山国際映画祭では「1923年9月」というタイトルで出品され新人監督部門の最優秀作品賞を受賞した。他に第47回日本アカデミー賞作品賞・監督賞・脚本賞で優秀賞、第41回ゴールデングロス賞、第97回キネマ旬報ベスト・テン日本映画ベスト・テン第4位、2024年エランドール賞プロデューサー奨励賞、第9回マリ・クレール アジアスターアワードで井浦がアジアスター賞、向里がフェイスオブアジア賞などを受賞した。

## 批判
本事件が発生した千葉県野田市で活動している市民団体「福田村事件追悼慰霊碑保存会」は本作品の公開により、「関心が高まった」と歓迎する一方、史実と異なる脚色により、「犠牲者や被害者の名誉を傷つけ、差別が広まってしまう描き方だ」として、批判している。なお、本作は事件を題材にしたフィクションであり、監督の森達也は、史実も見方によって変わるもので、本作は事実を再現することに価値を持たせていない、としている。

## 受賞
- 第47回日本アカデミー賞[41]
  - 優秀作品賞『福田村事件』
  - 優秀監督賞 - 森達也
  - 優秀脚本賞 - 佐伯俊道、井上淳一、荒井晴彦
- 第33回日本映画プロフェッショナル大賞 特別賞[42]
- 第7回映画のまち調布賞 美術賞 - 須坂文昭[43]
- 第24回ニッポン・コネクション ニッポン・ヴィジョンズ観客賞

## 関連商品
- 日本シナリオ作家協会・編『'23年鑑代表シナリオ集』協同組合日本シナリオ作家協会、2024年7月31日発行、ISBN 978-4-907881-14-6 - シナリオを収録[44]。